# 이십공신회맹축 - 영국공신녹훈후
이십공신회맹축 - 영국공신녹훈후(二十功臣會盟軸 - 寧國功臣錄勳後)은 대한민국 경기도 성남시 분당구 한국학중앙연구원에 있는 조선시대 기록유산이다. 2007년 4월 20일 대한민국의 보물 제1512호로 지정되었다.

## 개요
《이십공신회맹축(영국공신녹훈후)》는 1646년(인조 24) 9월에 영국공신(寧國功臣)을 녹훈(錄勳)한 것을 계기로 국왕이 개국공신(開國功臣)으로부터 영국공신(寧國功臣)에 이르는 20공신과 그 자손들을 거느리고 회맹제(會盟祭)를 행하고 이 때의 회맹문(會盟文)과 참여자의 명단(會盟錄) 등을 적어 권축장(卷軸裝)으로 꾸민 것이다.
회맹문(會盟文)은 국왕, 왕세자, 공신 및 공신자손 등이 모여서 동맹을 서약하고 공신과 그 자손에게 내려준 나라의 은혜를 잊지 말고 협력하여 국은을 갚기에 힘쓸 것과 국왕에게 충성을 다하고 공신자손 간에도 단결하여 협력을 다할 것을 천지신명에게 맹세하는 것이다. 이어서 회맹록(會盟錄)에는 김유(金瑬) 등 영국공신과 개국공신 이하 19공신의 공신 및 그 장자, 적장손들의 군호(君號), 공신호(功臣號), 직함(職銜), 성명(姓名)이 기록되어 있고 이어 녹훈도감(錄勳都監)에서 회맹한 계(啓)를 올리고 불참의 경우에는 신병질(身病秩)·인공재외질(因公在外秩)·재상질(在喪秩)로 구분하여 그 명단을 수록하고 있다. 말미(末尾)에 '順治三年九月初 三日'라는 년기가 있다.
이 “이십공신회맹축”은 왕실이나 충훈부(忠勳府)에서 보관할 목적으로 최고의 재질로 거대하게 제작한 것으로 추정된다. 전문에 걸쳐 한자 한자에 정성들여 쓴 글씨와 선명한 주사란, 고급 재질, 장대한 크기 등 모든 면에서 조선후기 기록문화의 정수를 보여준다 하겠다. 또한 현존하는 완전한 상태의 회맹축이 희소하다는 점에서 높은 가치를 지닌다.

## 같이 보기
- 김유
- 영국공신

## 참고 자료
- 이십공신회맹축 - 영국공신녹훈후 - 국가유산청 국가유산포털